# Fjodor Sjoetkov
Fjodor Sjoetkov (Oblast Moskou, 15 februari 1924 - 17 februari 2001) was een  Sovjet-Russisch zeiler.
Sjoetkov nam vijfmaal deel aan de Olympische Zomerspelen. Bij Sjoetkov zijn debuut in 1952 eindigde hij als elfde en laatste in de 6 meter klasse.
In 1960 behaalde Sjoetkov samen met Timir Pinegin de gouden medaille in de star. 
In 1969 beëindigde Sjoetkov zijn carrière en werd zeilcoach. 

## Belangrijkste resultaten

### Wereldkampioenschappen[1]
| Jaar | Plaats     | Resultaten |
| ---- | ---------- | ---------- |
| 1962 | Cascais    | 8e star    |
| 1966 | Kiel       | 5e star    |
| 1967 | Kopenhagen | 6e star    |

### Olympische Zomerspelen
| Jaar | Plaats      | Resultaten         |
| ---- | ----------- | ------------------ |
| 1952 | Helsinki    | 11e 6 meter klasse |
| 1956 | Melbourne   | 8e star klasse     |
| 1960 | Rome        | star klasse        |
| 1964 | Tokio       | 5e star klasse     |
| 1968 | Mexico-stad | 16e star           |